# Franc Marušič (zdravnik)
Franc Marušič, slovenski zdravnik in partizan, * 3. maj 1901, Solkan, † 13. maj 1965, Ankaran.
Dr. Marušič je medicino študiral v Ljubljani, Pragi in Gradcu, kjer je tudi 1925 diplomiral.Nostrifikacijo z disertacijo je opravil 1927 na Univerzi v Padovi. Sprva se je zaposlil kot asistent na kirurškem oddelku bolnišnice v Gorici, potem pa je služboval v več krajih na Goriškem.
Od leta 1942 je delal za NOB v ilegalnih ambulantah v Ozeljanu in Šempasu, 1944 pa je odšel v partizane. Po letu 1945 je opravljal različna dela in bil organizator zdravstvene preventive na Primorskem. Pripravil pa je tudi elaborat za gradnjo bolnišnice v Šempetru pri Gorici.
V prostem času se je ukvarjal s filatelijo. Po njem se imenuje imenuje Filatelistični klub v Novi Gorici.